# Strumigenys scotti
Strumigenys scotti är en myrart som beskrevs av Auguste-Henri Forel 1912. Strumigenys scotti ingår i släktet Strumigenys och familjen myror. Inga underarter finns listade i Catalogue of Life.

## Bildgalleri

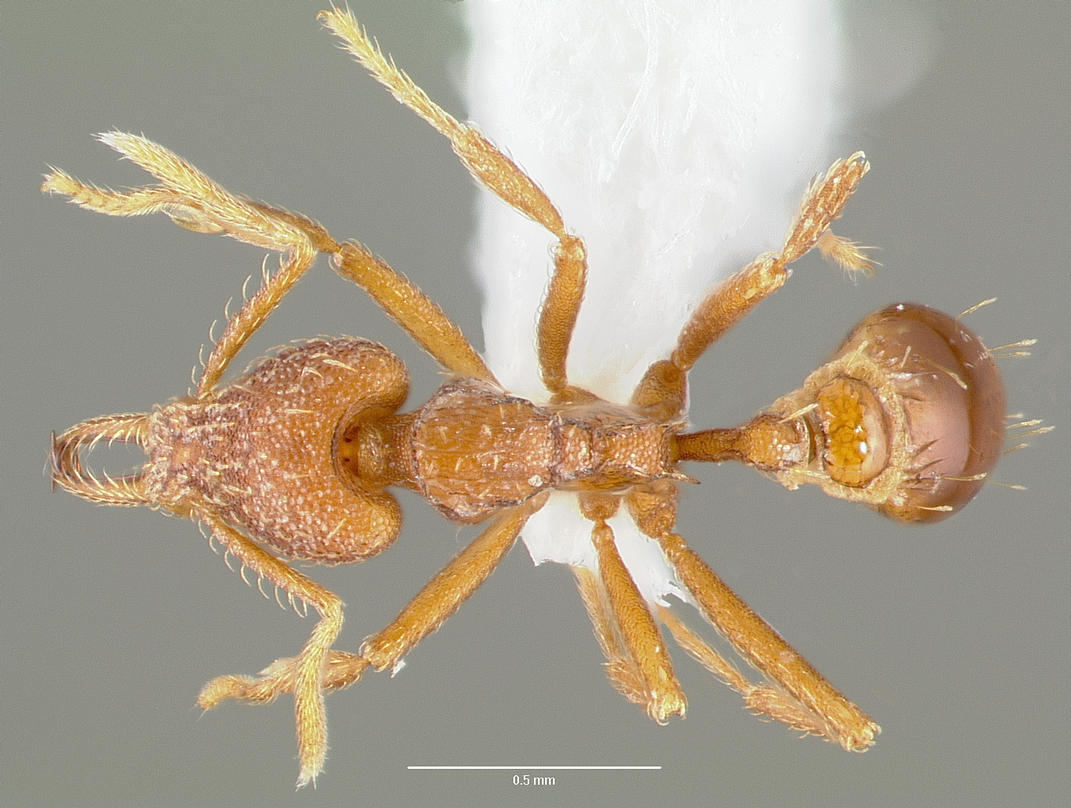
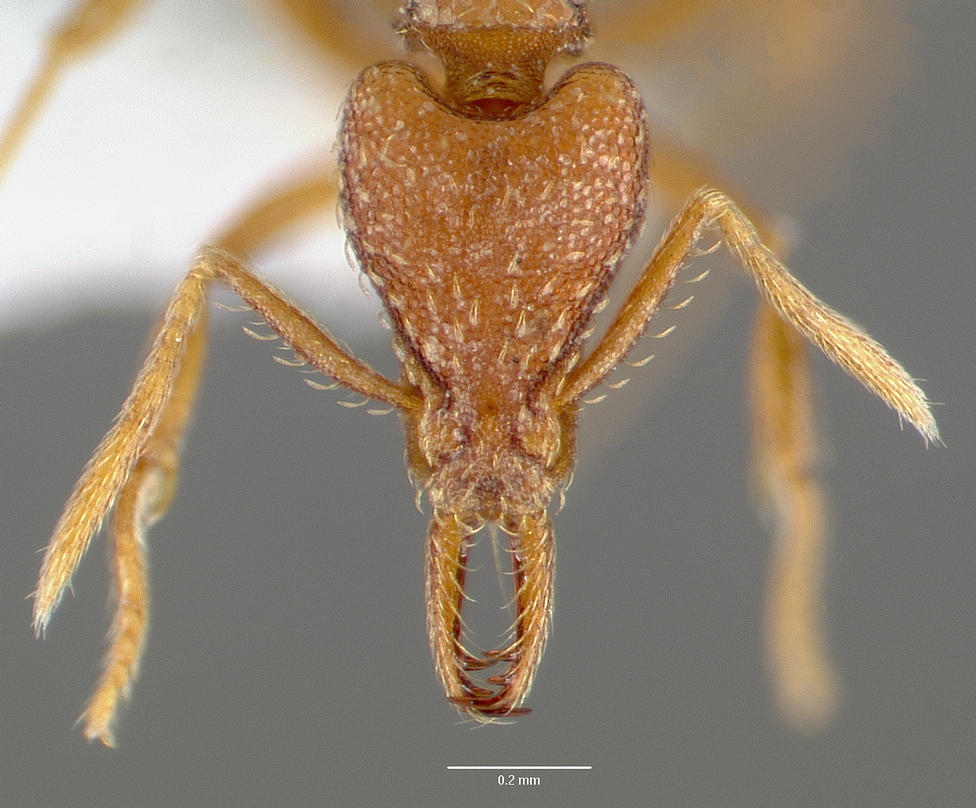
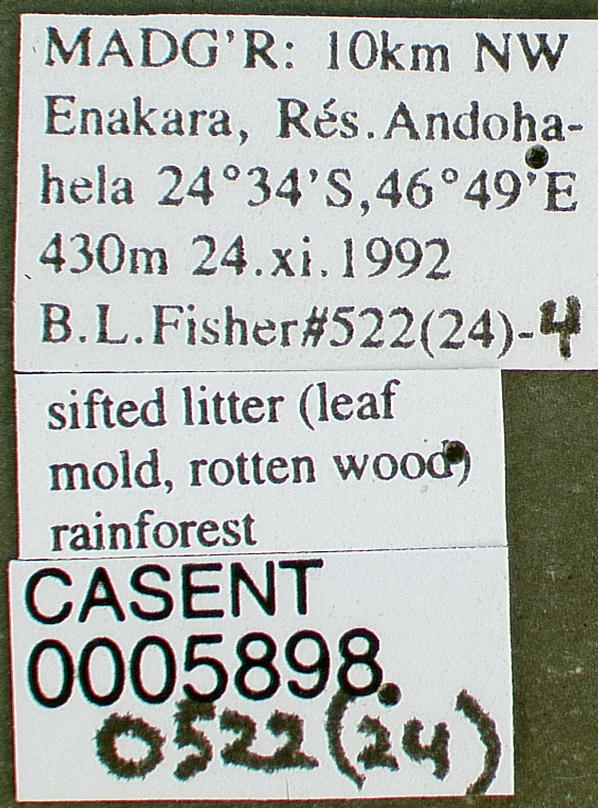
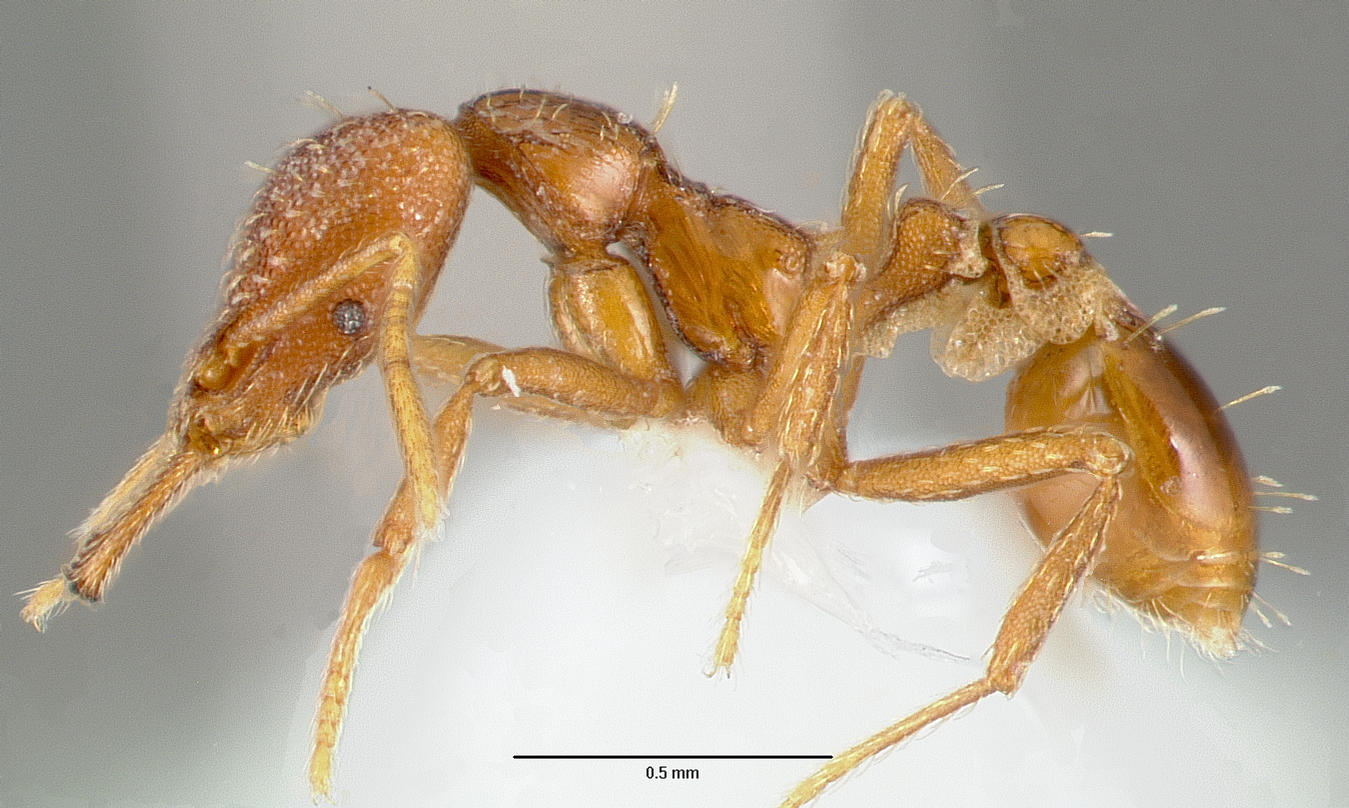
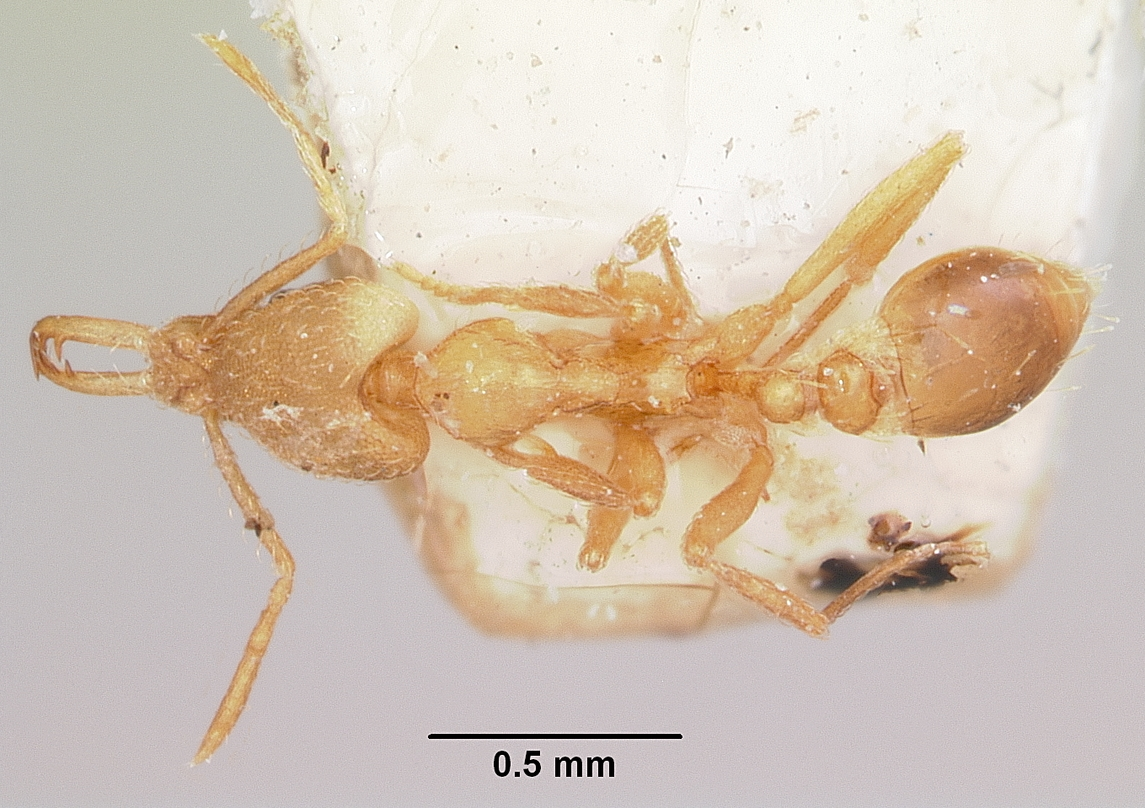
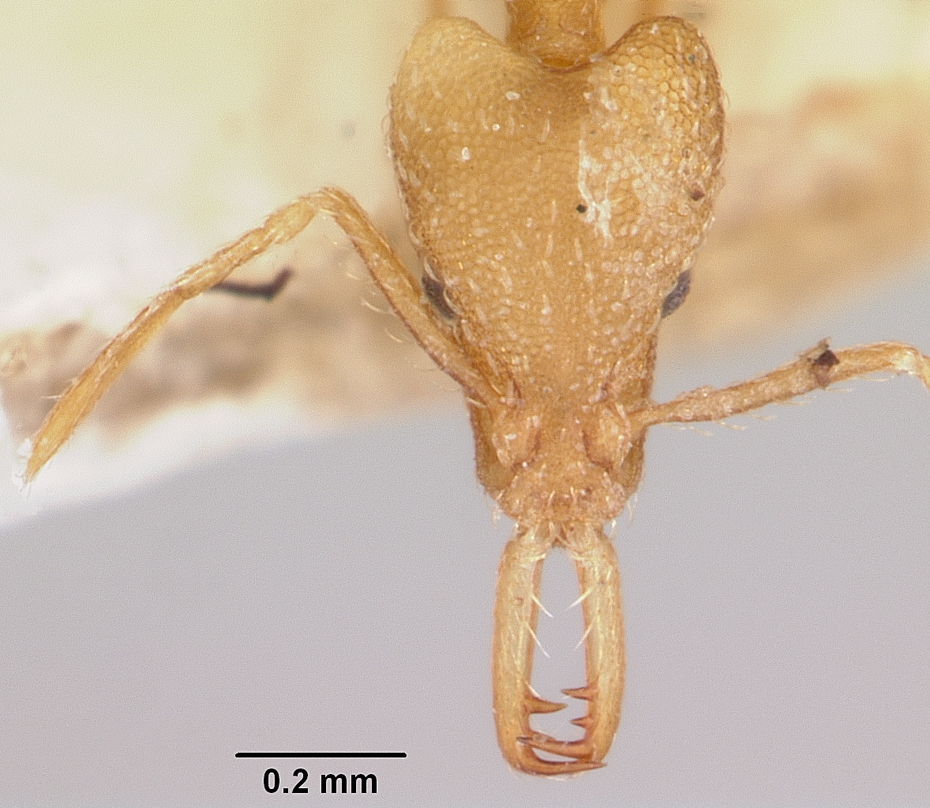